# Вахабзаде, Яшар Фикрет оглы
Яшар Фикрет оглы Вахабзаде (азерб. Yaşar Vahabzadə; 8 апреля 1960, Баку) — советский и азербайджанский футболист, защитник, полузащитник. Тренер.
Начинал играть во второй советской лиге. Выступал за «Автомобилист» Баку (1978—1979) и «Автомобилист» Мингечаур (1980—1982). С 1983 года играл за «Нефтчи» Баку в высшей лиге. В 1989 году из команды, вылетевшей в первую лигу, перешёл в «Хазар» Сумгаит из второй лиги, в 1990—1991 годах играл во второй низшей лиге.
В чемпионате Азербайджана играл за «Хазар» (1992), «Ниджат» Маштага (1993), «Нефтчи» (1993—1997), «Динамо» Баку (1997—1999). Завершил карьеру в возрасте 40 лет в «Кимьячи».
В сезоне 2001/02 — тренер в «Нефтчи». В 2002—2017 годах работал тренером в сборных Азербайджана до 17, 19, 21 года. С лета 2019 года — главный тренер «Кяпаза».
Жена — советская гандболистка Эсмира Вахабзаде (Аскерова).